# Spoorlijn Nienburg - Minden
De spoorlijn Nienburg (Weser) - Minden is een spoorlijn tussen Nienburg/Weser in de Duitse deelstaat Nedersaksen en Minden in de deelstaat Noordrijn-Westfalen. De lijn, ook wel Weser-Aller-Bahn genoemd, is als spoorlijn 1741 onder beheer van DB Netze.

## Geschiedenis
Het traject werd door de Deutsche Reichsbahn geopend op 3 mei 1921.

## Treindiensten
De Deutsche Bahn verzorgt het personenvervoer op dit traject met RE en RB treinen.
| Serie | Treinsoort                  | Route                                                                                        | Bijzonderheden                                                                |
| ----- | --------------------------- | -------------------------------------------------------------------------------------------- | ----------------------------------------------------------------------------- |
| RE 78 | Regional-Express (eurobahn) | Bielefeld Hbf – Herford – Löhne (Westf) – Bad Oeynhausen – Minden (Westf) – Nienburg (Weser) | Porta-Express 1x per twee uur, in het weekend enkele treinen Bielefeld-Minden |

## Aansluitingen
In de volgende plaatsen is of was er een aansluiting op de volgende spoorlijnen:
Nienburg (Weser)
DB 1740, spoorlijn tussen Wunstorf en Bremerhaven
DB 1743, spoorlijn tussen Nienburg en Rahden
Leese-Stolzenau
DB 1742, spoorlijn tussen Leese-Stolzenau en Stadthagen
Minden
DB 1700, spoorlijn tussen Hannover en Hamm
DB 2990, spoorlijn tussen Minden en Hamm

## Elektrische tractie
Het traject werd geëlektrificeerd met een wisselspanning van 15.000 volt 16⅔ Hz.

## Afbeeldingen

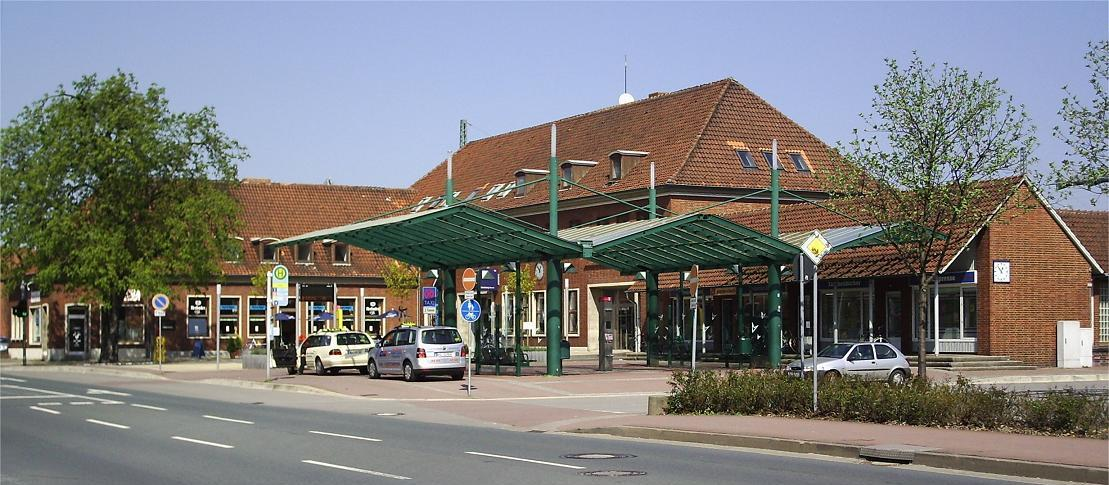
Station Nienburg
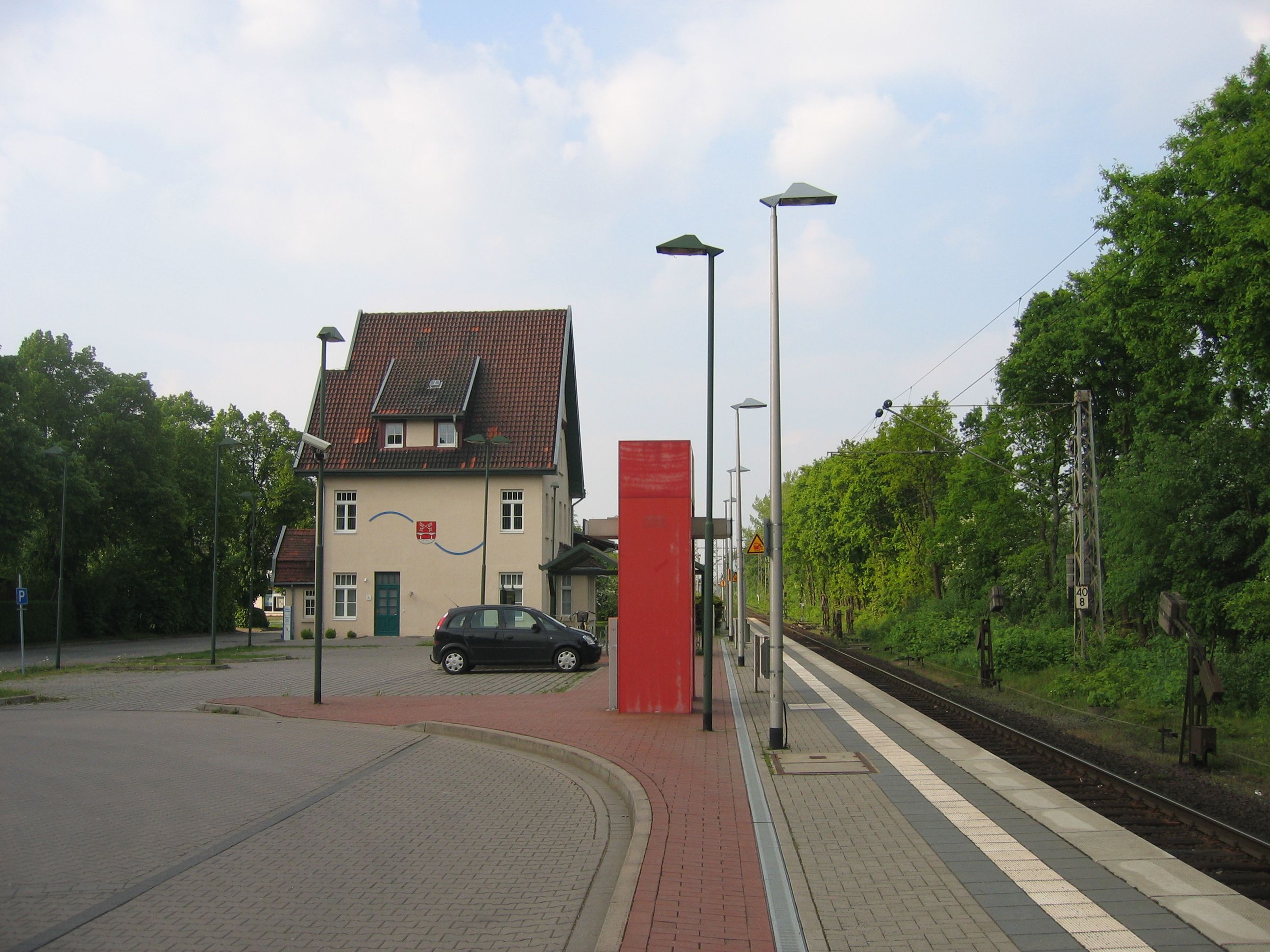
Station Petershagen-Lahde
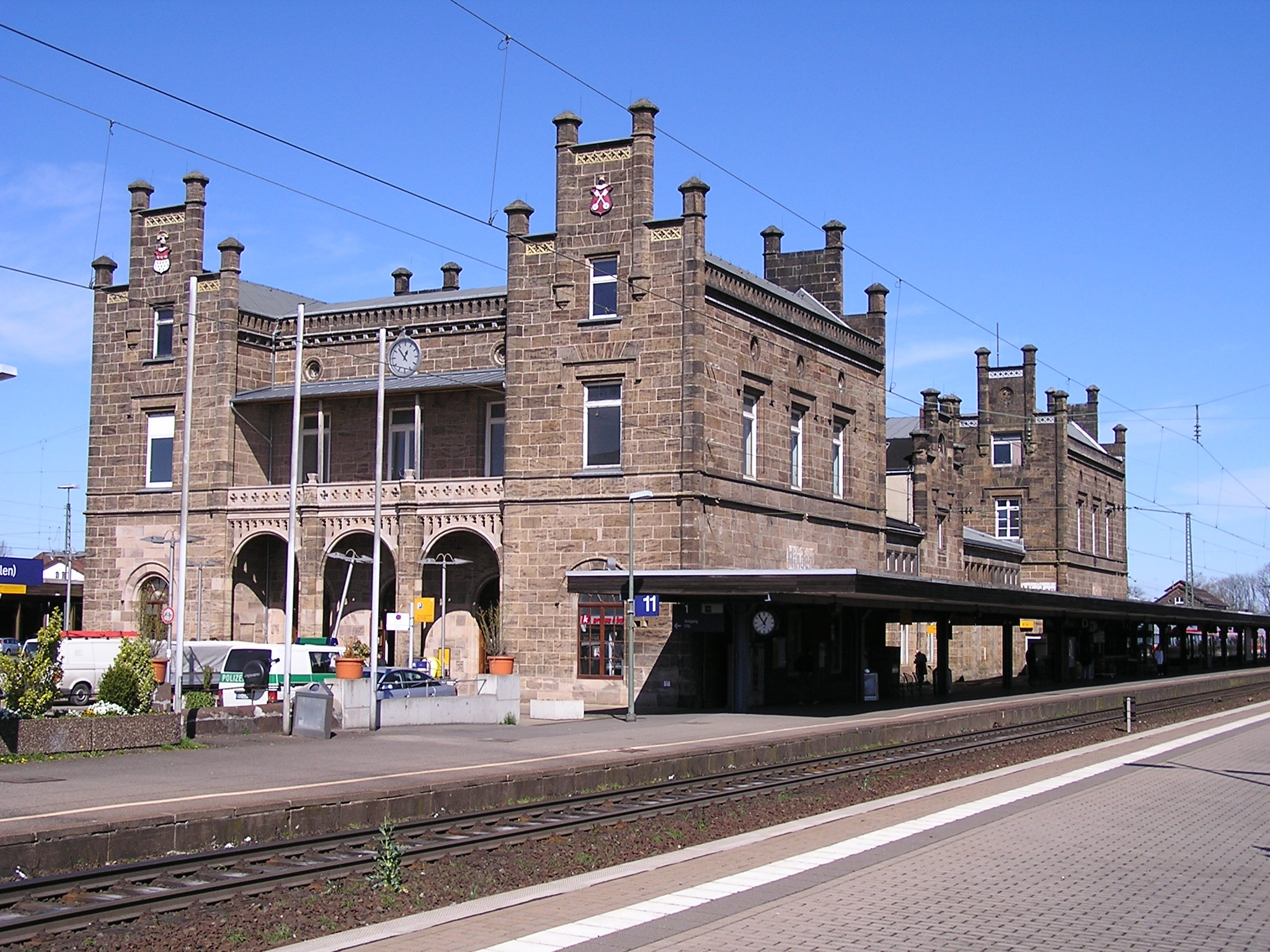
Station Minden